# Big Lake (Alaska)
Big Lake is een plaats (census-designated place) in de Amerikaanse staat Alaska, en valt bestuurlijk gezien onder Matanuska-Susitna Borough.

## Demografie
Bij de volkstelling in 2000 werd het aantal inwoners vastgesteld op 2635.

## Geografie
Volgens het United States Census Bureau beslaat de plaats een oppervlakte van
375,0 km², waarvan 341,7 km² land en 33,3 km² water.

## Plaatsen in de nabije omgeving
De onderstaande figuur toont nabijgelegen plaatsen in een straal van 32 km rond Big Lake.